# Льера (муниципалитет)
Льера (исп. Llera) — муниципалитет в Мексике, штат Тамаулипас с административным центром в посёлке Льера-де-Каналес. Численность населения, по данным переписи 2010 года, составила 17 333 человека.

## Общие сведения
Название Llera дано в доньи Марии Хосефы де ла Льеры — жены Хосе Эскандона, который был первым губернатором провинции Новый Сантандер в Новой Испании.
Площадь муниципалитета равна 2569 км², что составляет 3,2 % от общей площади штата, а наивысшая точка — 964 метра, расположена в поселении Ла-Вибора.
Льера граничит с другими муниципалитетами штата Тамаулипас: на севере и востоке с Касасом, на юге с Гонсалесом, Хикотенкатлем и Гомес-Фариасом, на западе с Хаумаве, и на северо-западе с Викторией.

## Учреждение и состав
Муниципалитет был образован в 1825 году, в его состав входит 242 населённых пункта, самые крупные из которых:
| Код INEGI | Населённый пункт                                                                            | Численность населения (2005 год) | Численность населения (2010 год) |
| --------- | ------------------------------------------------------------------------------------------- | -------------------------------- | -------------------------------- |
| 019       | Всего                                                                                       | 17317                            | 17333                            |
| 0001      | Льера-де-Каналес (исп. Llera de Canales) 23°19′04″ с. ш. 99°01′27″ з. д.                    | 3968                             | 4148                             |
| 0053      | Игнасио-Сарагоса (исп. Ignacio Zaragoza) 23°11′20″ с. ш. 98°47′10″ з. д.                    | 893                              | 865                              |
| 0035      | Эмильяно-Сапата (исп. Emiliano Zapata) 23°16′56″ с. ш. 98°55′33″ з. д.                      | 780                              | 846                              |
| 0073      | Эль-Нуэво-Энсино (исп. El Nuevo Encino) 23°08′20″ с. ш. 99°06′49″ з. д.                     | 764                              | 737                              |
| 0025      | Лас-Компуэртас (исп. Las Compuertas) 23°16′50″ с. ш. 98°51′36″ з. д.                        | 570                              | 625                              |
| 0078      | Хенераль-Педро-Хосе-Мендес (исп. General Pedro José Méndez) 23°19′12″ с. ш. 98°56′31″ з. д. | 666                              | 621                              |
| 0022      | Каса-дель-Кампесино (исп. Casa del Campesino) 23°15′49″ с. ш. 98°50′44″ з. д.               | 506                              | 512                              |

## Экономика
По статистическим данным 2000 года, работоспособное население занято по секторам экономики в следующих пропорциях: сельское хозяйство, скотоводство и рыбная ловля — 58,2 %, промышленность и строительство — 12,8 %, сфера обслуживания и туризма — 26,7 %, прочее — 2,3 %.

## Инфраструктура
По статистическим данным 2010 года, инфраструктура развита следующим образом:
- электрификация: 93,5 %;
- водоснабжение: 89,1 %;
- водоотведение: 48,3 %.

## Фотографии

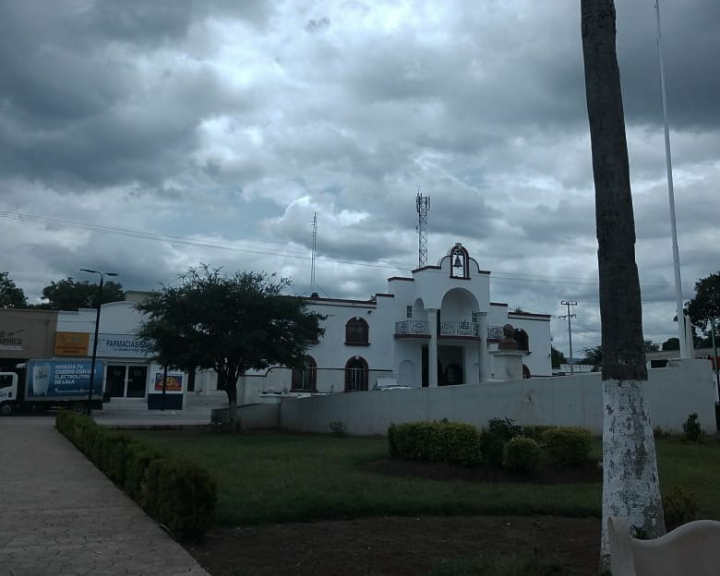
Здание администрации
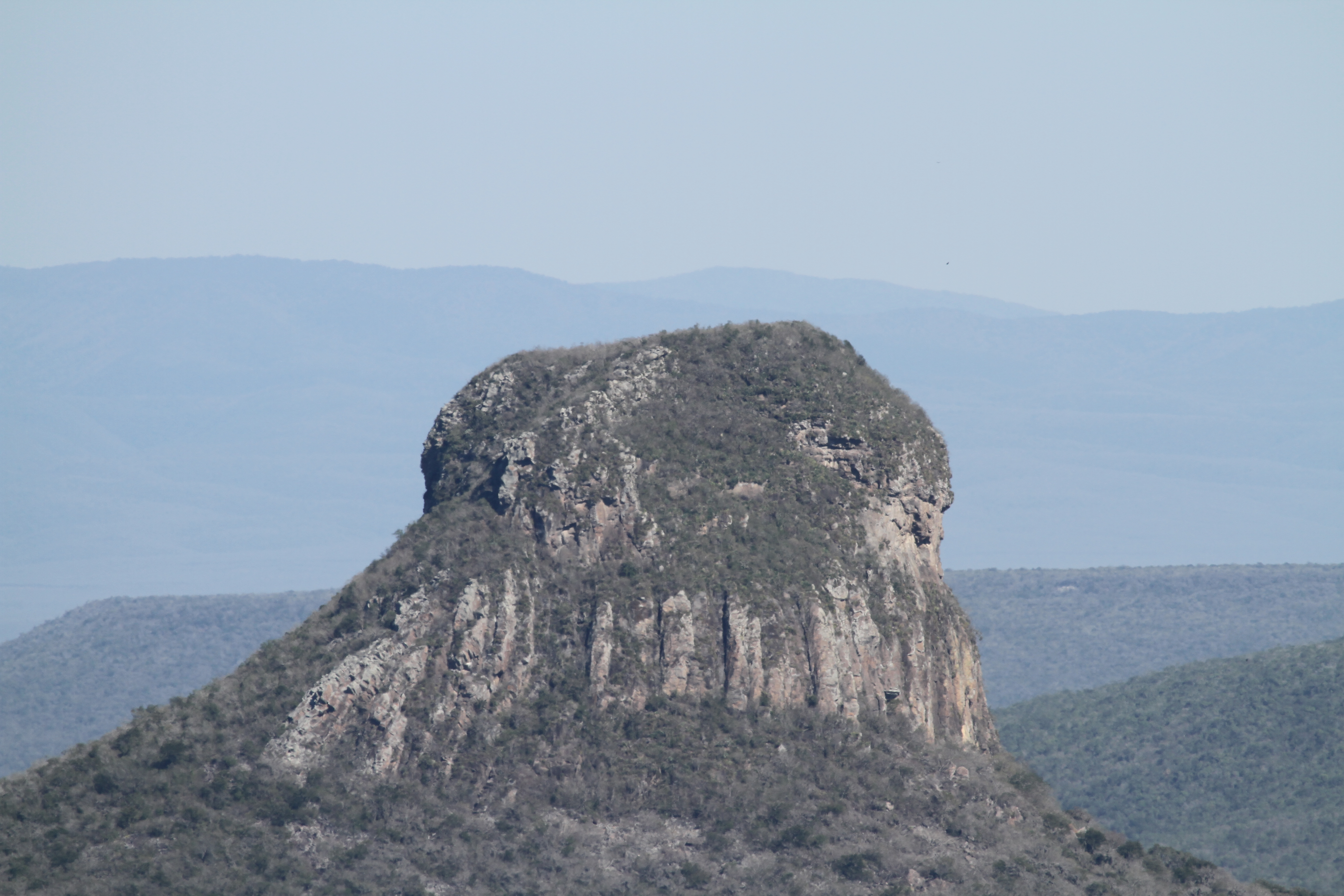
Эль-Берналито